# Incidente dello Short 360 della Sirte Oil Company del 2000
L'Incidente dello Short 360 della Sirte Oil Company si verificò il 13 gennaio 2000 quando uno Short 360 precipitò in mare nei pressi di Marsa Brega, in Libia. L'aereo era stato noleggiato dalla Sirte Oil Company per trasportare i lavoratori in città. Trasportava 41 persone (38 passeggeri e tre membri dell'equipaggio). La maggior parte dei passeggeri erano stranieri. L'equipaggio scelse di far ammarare il velivolo a causa dello spegnimento di entrambi i motori, dovuto alla formazione di ghiaccio; ventuno persone persero la vita nella manovra.
L'indagine concluse che il sistema di sghiacciamento non era stato attivato; l'aereo aveva volato in condizioni meteorologiche avverse e sulle ali si era formato del ghiaccio a metà volo. Sciogliendosi, il ghiaccio aveva allagato i motori provocandone lo spegnimento. Inoltre, la Libyan Civil Aviation Authority incolpò i piloti per aver condotto conversazioni non inerenti al volo.

## L'aereo
Il velivolo coinvolto nell'incidente era un Short 360, un aereo di linea turboelica fabbricato a Belfast, nel Regno Unito. Era registrato in Svizzera come HB-AAM e aveva numero di serie SH.3763. Era equipaggiato con due motori della Pratt & Whitney Canada e due eliche della Hartzell Propeller. Al momento dell'incidente, l'aereo aveva dieci anni e aveva accumulato 7 138 ore di volo.

## Passeggeri ed equipaggio
Almeno 38 passeggeri e tre membri dell'equipaggio erano a bordo del volo, inclusi tre bambini e un neonato. L'ambasciatore britannico a Tripoli, Richard Dalton, confermò che a bordo c'erano 13 britannici, 5 dei quali rimasti uccisi nello schianto. Altre nazionalità a bordo includevano 14 libici, tre indiani, due canadesi, due croati, tre filippini e una persona ciascuno dalla Tunisia e dal Pakistan.
| Nazionalità | Passeggeri | Equipaggio | Totale |
| ----------- | ---------- | ---------- | ------ |
| Canada      | 2          | 0          | 2      |
| Croazia     | 2          | 0          | 2      |
| Filippine   | 3          | 0          | 3      |
| India       | 3          | 0          | 3      |
| Libia       | 14         | 2          | 16     |
| Pakistan    | 1          | 0          | 1      |
| Regno Unito | 13         | 0          | 13     |
| Tunisia     | 0          | 1          | 1      |
| Total       | 38         | 3          | 41     |

Il comandante era un cittadino libico di 42 anni con un'esperienza di volo totale di 8 814 ore, di cui 3 840 sugli Short 360. Il primo ufficiale era un suo connazionale di 49 anni con un'esperienza di volo totale di 10 422 ore, di cui 1 950 sugli Short 360. La società svizzera Avisto, proprietaria dell'aereo, affermò che entrambi i piloti erano "molto esperti".

## L'incidente
L'aereo decollò dall'aeroporto internazionale di Tripoli alle 09:29 UTC con due piloti, un assistente di volo e 38 passeggeri diretto a Marsa Brega, una città nota per la sua raffineria di petrolio. La Sirte Oil Company aveva preso in leasing l'aereo alla Avisto Air Service, una società con sede a Zurigo, in Svizzera. L'equipaggio aveva notato uno squilibrio del carburante prima del volo, scrivendo una nota sul registro di manutenzione. L'aereo iniziò la sua discesa alle 11:25 UTC. Alle 11:36 UTC il motore sinistro si spense. Il comandante disse al primo ufficiale: "Abbiamo appena avuto un guasto al motore". Il copilota riferì che la pressione dell'olio era diminuita. Il comandante ordinò di sollevare il carrello di atterraggio e di retrarre i flap, quindi gli chiese di confermare se avevano appena avuto un guasto al motore. In seguito ordinò di spegnerlo.
- 11:36:58 Comandante: "Abbiamo appena avuto un guasto al motore"
- 11:37:00 Primo Ufficiale: "Non stai scherzando"
- 11:37:01 Primo Ufficiale: "La pressione dell'olio sta scendendo"
- 11:37:03 Comandante: "Potenza"
- 11:37:04 Primo ufficiale: "Ok"
- 11:37:05 Comandante: "Ok, potenza al motore destro"
- 11:37:11 Primo ufficiale: "Ok, controllato"
- 11:37:12 (allarme)
- 11:37:21 Comandante: "Ok, carrello di atterraggio e flap retratti"
- 11:37:23 Primo ufficiale: "Sì"
- 11:37:25 Comandante: "Conferma guasto al motore sinistro"
- 11:37:26 Primo ufficiale: "Confermato"
- 11:37:27 Comandante: "Spegni il motore sinistro"

Dopo che il copilota spense il motore sinistro anche il destro si fermò. Il pilota disse al suo secondo che avevano perso entrambi i motori, quindi gli ordinò di contattare Marsa Brega per un atterraggio di emergenza.
- 11:37:29 Comandante: "Oh, oh, mio dio!"
- 11:37:33 Primo ufficiale: "Cosa è successo?"
- 11:37:34 Primo ufficiale: "Generatore giusto"
- 11:37:35 Comandante: "Entrambi sono guasti, due motori guasti!"
- 11:37:39 Comandante: "Chiama Marsa Brega!"

L'equipaggio si mise in contatto con il controllo del traffico aereo di Marsa Brega, richiedendo un atterraggio di emergenza. Il comandante chiese al primo ufficiale di riavviare il motore. Mentre si preparavano per un ammaraggio, in cabina di pilotaggio risuonavano diversi allarmi. Il pilota ordinò dunque di aprire il portellone di emergenza. Il controllore richiese all'equipaggio di confermare l'emergenza. Quando il copilota confermò, l'aereo impattò sull'acqua.
- 11:38:30 Primo ufficiale: "Oh Signore! (Ya Rab!)"
- 11:38:32 ATC: "Confermate emergenza"
- 11:38:34 Primo ufficiale: "Emergenza!" (Fi Albahr!)
- 11:38:34 (suono dell'impatto e fine della registrazione)

L'aereo precipitò in mare a 5 chilometri da Marsa Brega. La parte anteriore venne completamente distrutta e la coda si staccò dalla fusoliera. Quando lo Short iniziò ad affondare, l'acqua riempì rapidamente la cabina passeggeri. Uno dei sopravvissuti britannici fuggì dopo aver rotto un finestrino mentre l'aereo iniziava ad affondare.
Le squadre di ricerca e soccorso si attivarono immediatamente dietro ordine delle autorità. Almeno 19 persone furono soccorse ed evacuate dal mare (10 libici, sette britannici e due indiani). Le operazioni di salvataggio vennero ostacolate dal maltempo. Il portavoce del ministero svizzero dei trasporti Hugo Schiltenhelm ricevette la notizia secondo cui almeno 15 persone erano morte nell'incidente. Anche i pescherecci locali si unirono alla ricerca. Sia il comandante sia il primo ufficiale sopravvissero allo schianto, ma l'assistente di volo no. Il suo corpo non venne mai ritrovato.

## Le indagini
I soccorritori arrivarono sul luogo dell'incidente per recuperare il registratore dei dati di volo (FDR) e il registratore di suoni della cabina di pilotaggio (CVR) e alla fine furono in grado di recuperare il relitto dello Short 360 entro nove giorni. Lo Swiss Transportation Safety Investigation Board (STSIB), la britannica Air Accidents Investigation Branch (AAIB), e l'americano National Transportation Safety Board (NTSB) si unirono alla Libyan Civil Aviation Authority (LCAA) per indagare sulla causa dell'accaduto. L'AAIB aveva affidato alla sua struttura di Farnborough, nell'Hampshire, il compito di analizzare il contenuto delle scatole nere.
La testimonianza dell'ATC indicava che l'aereo aveva dichiarato l'intenzione di effettuare un atterraggio di emergenza a causa di un guasto al motore. Il team investigativo si concentrò sul carburante dell'aereo, sospettando che fosse esaurito a metà volo. Il comitato escluse poi tale probabilità, affermando che la quantità a bordo era sufficiente perché l'aereo raggiungesse la sua destinazione. Questa osservazione venne rafforzata dai pescatori locali che si erano uniti alle attività di ricerca e soccorso, che affermarono che il carburante stava colando dal relitto dello Short.
Il comitato investigativo notò che l'equipaggio di volo aveva parlato costantemente dei sistemi di bordo del Fokker F28 Fellowship, un argomento estraneo ai loro compiti nello Short 360. Il comandante, che era stato recentemente promosso e aveva ricevuto l'abilitazione agli F28, aveva programmato di passare al loro pilotaggio. Il primo ufficiale era già stato promosso alla guida di questo apparecchio. Entrambi i piloti discussero dei sistemi dell'F28 per la maggior parte dello sfortunato volo. Forse fu a causa di questa distrazione che l'equipaggio non si accorse che il ghiaccio si era accumulato sul parabrezza dell'aereo. Quando notarono finalmente il ghiaccio, attivarono i sistemi antighiaccio e antigelo per i tubi di Pitot e per il parabrezza. Tuttavia, dimenticarono di attivare il sistema antighiaccio sulle bocchette dei motori.
Le condizioni meteorologiche lungo la rotta vennero fornite all'equipaggio di volo a Tripoli. Dato che il clima della Libia tendeva a essere mite e a non rappresentare un rischio per gli aerei, i piloti non prestarono molta attenzione al bollettino. Il comandante, sopravvissuto all'incidente, durante l'interrogatorio dichiarò agli investigatori che il bollettino meteorologico non era disponibile e che quelli negli altri aeroporti libici non erano corretti.
Gli investigatori scoprirono anche che l'unico membro dell'equipaggio di cabina, l'assistente di volo tunisino, non aveva informato i passeggeri che il cuscino del sedile poteva essere utilizzato come dispositivo di galleggiamento. Ciò potrebbe aver contribuito all'elevato numero di annegamenti. Uno dei compiti principali degli assistenti di volo è informare i passeggeri sulle attrezzature di sicurezza a bordo, incluso come utilizzare i cuscini del sedile per galleggiare sull'acqua in alternativa ai giubbotti di salvataggio.
Mentre gli investigatori interrogavano il comandante, questi dichiarò di non sapere che i cuscini dei sedili potevano essere usati come dispositivi di galleggiamento, anche se in precedenza aveva ricevuto informazioni al riguardo. A questo punto gli investigatori iniziarono a preoccuparsi e cominciarono a rivedere le leggi e i regolamenti svizzeri sulla sicurezza aerea. Avisto e i rappresentanti accreditati dalla Svizzera affermarono che i dispositivi galleggianti erano necessari solo per i voli che passano a 50 miglia o più da terra e che i voli entro 50 miglia dalla terra o dove è possibile effettuare un atterraggio in acque sicure non erano tenuti a trasportare i giubbotti di salvataggio.
Sebbene l'aereo non fosse dotato di giubbotti di salvataggio, la scheda per le istruzioni di sicurezza situata sul retro di ciascun sedile indicava ai passeggeri di utilizzare i giubbotti di salvataggio in caso di ammaraggio. Era scritta chiaramente anche la frase "LIFE JACKET UNDER YOUR SEAT" (GIUBBOTTO DI SALVATAGGIO SOTTO IL SEDILE).
Entrambi i motori vennero portati nel Regno Unito per essere analizzati. Nell'indagine furono coinvolti tre specialisti del loro produttore, e la loro analisi concluse che non vi era alcun guasto meccanico o fatica del metallo, nonostante le segnalazioni di un possibile guasto da parte dei sopravvissuti, dei membri dell'equipaggio e dell'ATC. Allora il comitato investigativo si concentrò sul carburante, poiché, se contaminato, avrebbe potuto causare lo spegnimento dei motori, ma confutarono tale teoria. Gli investigatori passarono a esaminare la gestione del motore destro da parte dei piloti dopo che il motore sinistro si era spento, ma non c'erano indicazioni che l'equipaggio avesse gestito male i propulsori.
La commissione investigativa rivolse poi la sua attenzione alle condizioni meteorologiche al momento dell'incidente. Scoprirono che l'aereo era passato in una tempesta. Secondo il manuale di volo, l'equipaggio avrebbe dovuto attivare il sistema antighiaccio dell'aereo a ogni passaggio attraverso nebbia, nuvole, pioggia, neve, grandine, tra molte altre condizioni meteo. Scoprirono quindi che il sistema antighiaccio dell'aereo non era stato attivato mentre la temperatura esterna era scesa ben al di sotto di 6 °C, la temperatura consigliata a cui attivarlo. Il manuale di volo dell'aereo indicava di non fare affidamento solo sulla vista riguardo alla presenza di ghiaccio sulla fusoliera prima di attivare il sistema antighiaccio dei motori. Diceva anche che le conseguenze del mancato utilizzo del sistema antighiaccio dei motori fino a quando l'accumulo non fosse visibile dall'abitacolo avrebbe potuto causare gravi danni.
Sebbene l'altitudine di congelamento all'epoca fosse di 5 200 piedi (1 600 m) e volasse a temperature di -2 °C, l'aereo non aveva il sistema antighiaccio attivo. La possibilità di accumulo di ghiaccio sul motore sarebbe esistita fino a quando l'aereo non avesse ridotto la sua altitudine ad almeno 2 000 piedi (610 m). A quel punto il ghiaccio si sarebbe sciolto e sarebbe potuto finire nei motori, condizione che alla fine ne causò lo spegnimento. Questo scenario si sarebbe potuto evitare se gli iniettori sul motore di destra fossero stati attivati dopo lo spegnimento di quello di sinistra. Il motore operativo avrebbe prodotto potenza fino a quando non fosse stato possibile eseguire un atterraggio sicuro. Se si fosse verificato un accumulo di ghiaccio sul motore, un allarme avrebbe informato il pilota che c'era stato un aumento della temperatura del motore. Sebbene questo sia qualcosa che l'equipaggio avrebbe dovuto notare, i piloti non riuscirono a identificare questo avvertimento. L'inchiesta affermava che, poiché l'aumento della temperatura non era abbastanza grave da catturare immediatamente l'attenzione dell'equipaggio e poiché erano distratti dalla loro discussione sul Fokker F28, non si accorsero del graduale aumento della temperatura del propulsore.